# Омаэдзаки
Омаэдзаки (яп. 御前崎市 Омаэдзаки-си) — город в Японии, находящийся в префектуре Сидзуока. Площадь города составляет 65,86 км², население — 32 867 человек (1 августа 2014), плотность населения — 499,04 чел./км².

## Географическое положение
Город расположен на острове Хонсю в префектуре Сидзуока региона Тюбу. С ним граничат города Какегава, Кикугава, Макинохара. Вблизи города атомная электростанция Хамаока.

## Население
Население города составляет 32 867 человек (1 августа 2014), а плотность — 499,04 чел./км². Изменение численности населения с 1980 по 2005 годы:
| 1980 | 30 774 чел. |  |
| 1985 | 33 479 чел. |  |
| 1990 | 34 237 чел. |  |
| 1995 | 35 316 чел. |  |
| 2000 | 36 059 чел. |  |
| 2005 | 35 272 чел. |  |

## Символика
Деревом города считается восковница красная, цветком — Calystegia soldanella.